# Trichonephila
Trichonephila is een geslacht van spinnen uit de familie van de wielwebspinnen (Araneidae).

## Soorten
- Trichonephila antipodiana (Walckenaer, 1841)
- Trichonephila clavata L. Koch, 1878
- Trichonephila clavipes (Linnaeus, 1767)
- Trichonephila edulis (Labillardière, 1799)
- Trichonephila fenestrata Thorell, 1859
- Trichonephila inaurata (Walckenaer, 1842)
- Trichonephila komaci Kuntner & Coddington, 2009
- Trichonephila plumipes (Latreille, 1804)
- Trichonephila senegalensis (Walckenaer, 1842)
- Trichonephila sexpunctata Giebel, 1867
- Trichonephila sumptuosa Gerstäcker, 1873
- Trichonephila turneri Blackwall, 1833